# Capriana
Capriana és un municipi italià, dins de la província de Trento. L'any 2007 tenia 588 habitants. Limita amb els municipis d'Altrei (BZ), Castello-Molina di Fiemme, Grauno, Montan (BZ), Salurn (BZ), Sover, Truden (BZ) i Valfloriana.

## Administració
| Període | Identitat       | Partit        |
| ------- | --------------- | ------------- |
| 2008-   | Francesco Casal | Llista cívica |